# Artjom Sergejewitsch Galadschan
Artjom Sergejewitsch Galadschan (russisch Артём Сергеевич Галаджан; * 22. Mai 1998 in Noworossijsk) ist ein russischer Fußballspieler.

## Karriere

### Verein
Galadschan begann seine Karriere bei Tschernomorez Noworossijsk. Im Juli 2010 wechselte er in die Jugend von Lokomotive Moskau. Im Juli 2016 stand er gegen Zenit St. Petersburg erstmals im Profikader von Lok. Sein Debüt für die Profis in der Premjer-Liga gab er im November 2016, als er am 15. Spieltag der Saison 2016/17 gegen Ural Jekaterinburg in der 56. Minute für Alan Kassajew eingewechselt wurde. In der Saison 2016/17 kam er insgesamt zu vier Einsätzen. Ab der Saison 2017/18 kam der Angreifer hauptsächlich für das neu geschaffene Farmteam der Moskauer zum Einsatz, Lokomotive-Kasanka Moskau. Für Kasanka absolvierte er in der Saison 2018/19 16 Partien in der drittklassigen Perwenstwo PFL, in denen er zehn Tore erzielte. Zudem kam er zu zwei Einsätzen für die Profis, mit denen er zu Saisonende Meister wurde.
Nach einem Einsatz für die Reserve zu Beginn der Saison 2018/19 wurde Galadschan im August 2018 innerhalb der Premjer-Liga an den FK Orenburg verliehen. Bis zum Ende der Leihe kam er zu acht Einsätzen für Orenburg in der höchsten Spielklasse, in denen er zweimal traf. Nachdem er zur Saison 2019/20 zunächst nach Moskau zurückgekehrt war, wurde er nach Saisonbeginn im Juli 2019 ein zweites Mal nach Orenburg verliehen. Nach weiteren vier Einsätzen für den Erstligisten wurde die Leihe im Januar 2020 vorzeitig beendet und der Stürmer wurde an den Zweitligisten Rotor Wolgograd weiterverliehen. In Wolgograd kam er allerdings aufgrund des COVID-bedingten Saisonabbruchs nur zweimal in der Perwenstwo FNL zum Einsatz, mit dem Klub stieg er in die Premjer-Liga auf.
Zur Saison 2020/21 kehrte Galadschan erneut zunächst nach Moskau zurück, ehe er den Verein im September 2020 nach zehn Jahren endgültig verließ und zum Zweitligisten FK Nischni Nowgorod wechselte. In seiner ersten Spielzeit in Nischni Nowgorod kam er zu neun Zweitligaeinsätzen, mit dem Klub stieg er zu Saisonende ebenfalls in die höchste Spielklasse auf. Nach dem Aufstieg kam er bis zur Winterpause 2021/22 zu drei Erstligaeinsätzen. Im Januar 2022 verließ er den Verein und schloss sich dem Zweitligisten Tom Tomsk an.

### Nationalmannschaft
Galadschan spielte zwischen 2013 und 2015 für russische Jugendnationalteams. Mit der U-17-Auswahl nahm er 2015 an der EM teil. Mit den Russen schied er erst im Halbfinale aus, der Angreifer kam während des Turniers in einer Partie seines Landes zum Einsatz.